# Kølhaling (skibsrengøring)
 For alternative betydninger, se Kølhaling. (Se også artikler, som begynder med Kølhaling)
Kølhaling (formentlig fra hollandsk kielhalen, sml. engelsk keelhaul, tysk kielholen) er en betegnelse for at krænge et skib helt om på siden (ved hjælp af svære taljer fra mastetoppene til land) for at kunne efterse det i bunden. Formålet er dels rengøring af den del af et skib, der til daglig er under vandlinjen, dels reparationer.